# Nabłonek jednowarstwowy płaski
Nabłonek jednowarstwowy płaski – typ nabłonka jednowarstwowego. Jądra jego komórek są grubsze niż cienka cytoplazma. Pełni głównie funkcje filtracyjne, dializacyjne, biernego transportu gazów oraz transportu substancji za pomocą transcytozy. U człowieka występuje w nerce, pokrywając kłębuszki nerkowe, wyścieła naczynia krwionośne i jamy ciała, wchodzi też w skład ścian pęcherzyków płucnych. 